# Om dagen vid mitt arbete
Om dagen vid mitt arbete är en psalmtext diktad år 1861 av Lina Sandell-Berg. Texten har sex 4-radiga verser.
Melodin densamma som till folkvisan "Om dagen vid mitt arbete är du uti mitt sinn", som antagligen har gotländskt ursprung.

## Publicerad i
- Andeliga sånger som nr 70 i det sjätte häftet av tolv utgivna av Oscar Ahnfelt 1861, med titeln "En liten vardagsvisa".
- Hemlandssånger 1891 som nr 345 med rubriken "Kärleken — Hemmet".
- Nya Pilgrimssånger 1892 verserna 1—3 som nr 297 under rubriken "Trygghet, glädje och tröst".
- Sionstoner 1889  som nr 210.
- Samlingstoner 1919, som nr 123 under rubriken "Trossånger".
- Svenska Missionsförbundets sångbok 1920 som nr 354 under rubriken "Guds barns trygghet".
- Sionstoner 1935 som nr 518 under rubriken "Nådens ordning: Trosliv och helgelse".
- Guds lov 1935 som nr 277 under rubriken "En kristens saliga frid och trygghet".
- Sions Sånger 1951 som nr 162
- Sions Sånger 1981 den laestadianska psalmboken, som nr 156 under rubriken "Kristlig vandel".
- Lova Herren 1988 som nr 29 under rubriken "Guds godhet och fadersomsorg".
- Lova Herren 2020 som nr 394 under rubriken "Trygghet och förtröstan".